# Åbo synagoga
Åbo synagoga (finska: Turun synagoga) är en synagoga i Åbo i landskapet Egentliga Finland i Finland. Den fungerar som synagoga för Judiska församlingen i Åbo. Synagogan är en av Finlands två synagogor, den andra är synagogan i Helsingfors. Synagogan stod färdig 1912. Den byggdes efter ritningar av August Krook och Johan Eskil Hindersson. Byggnadsarbetet finansierades med donationer.